# 제3의 사나이 (드라마)
《제3의 사나이》는 1988년 1월 17일에 MBC TV에서 방영된 베스트셀러극장이다.

## 줄거리
서른이 넘은 방송국 성우인 충모(강남길)는 남녀평등을 외치는 형수의 영향으로 결혼을 미룬다. 어느날 접촉 사고로 의사인 영건(이미숙)을 알게 된다. 두 사람은 남자와 여자의 제대로 된 모습은 어떤 것인가로 격론을 벌이다 사랑하는 사이로 발전하게 된다.

## 출연
- 강남길
- 이미숙
- 박영규
- 노경주
- 송기윤
- 서갑숙
- 정성월
- 김주영
- 조춘
- 한영숙
- 정승현
- 오영수
- 서영애
- 조형기
- 윤철형
- 김영석
- 구인우
- 송영웅
- 맹찬재
- 이상철,
- 최명성
- 임재경
- 조현철